# ツイ・ハーク

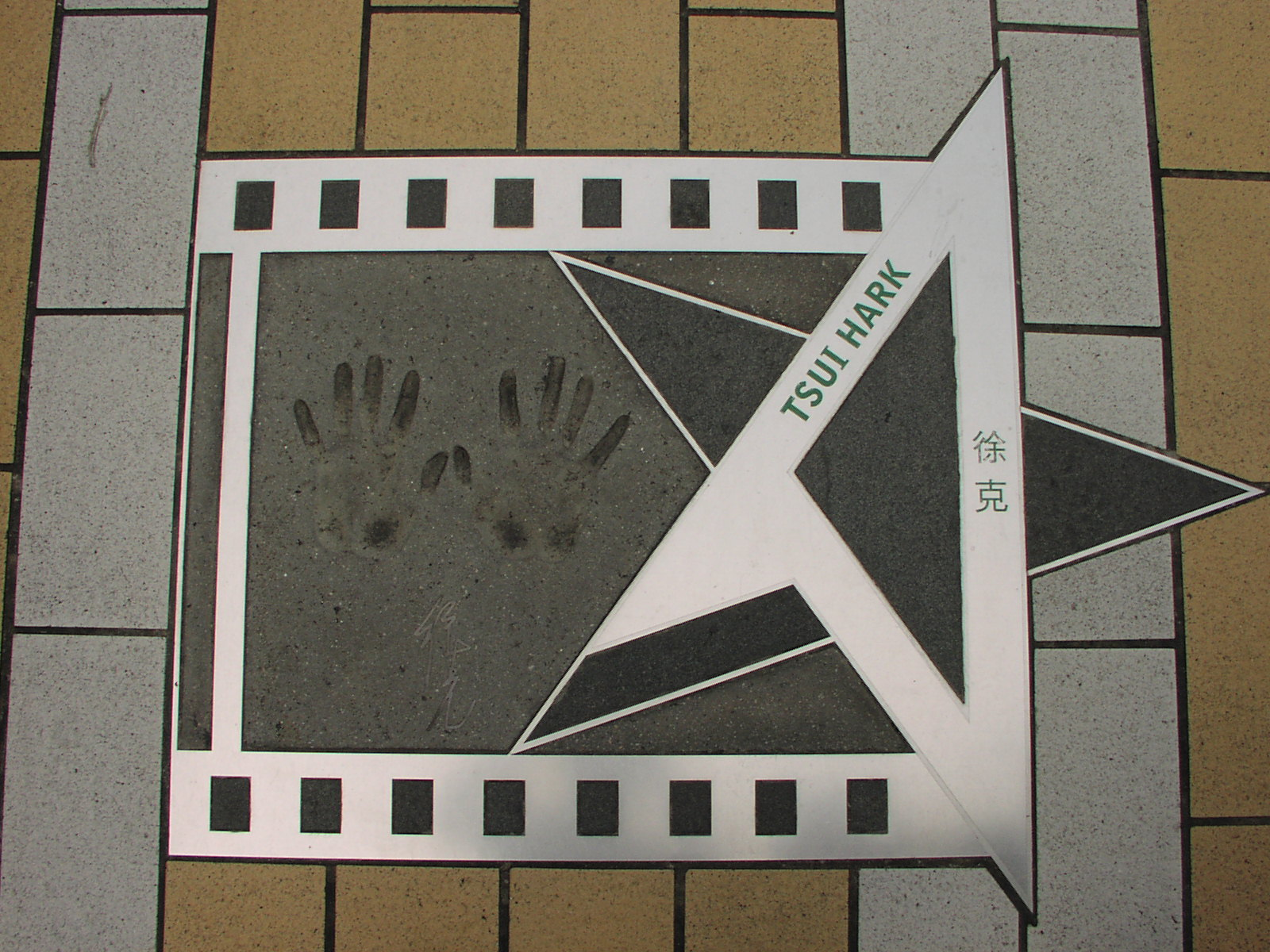
ツイ・ハークのスター
（アベニュー・オブ・スターズ）

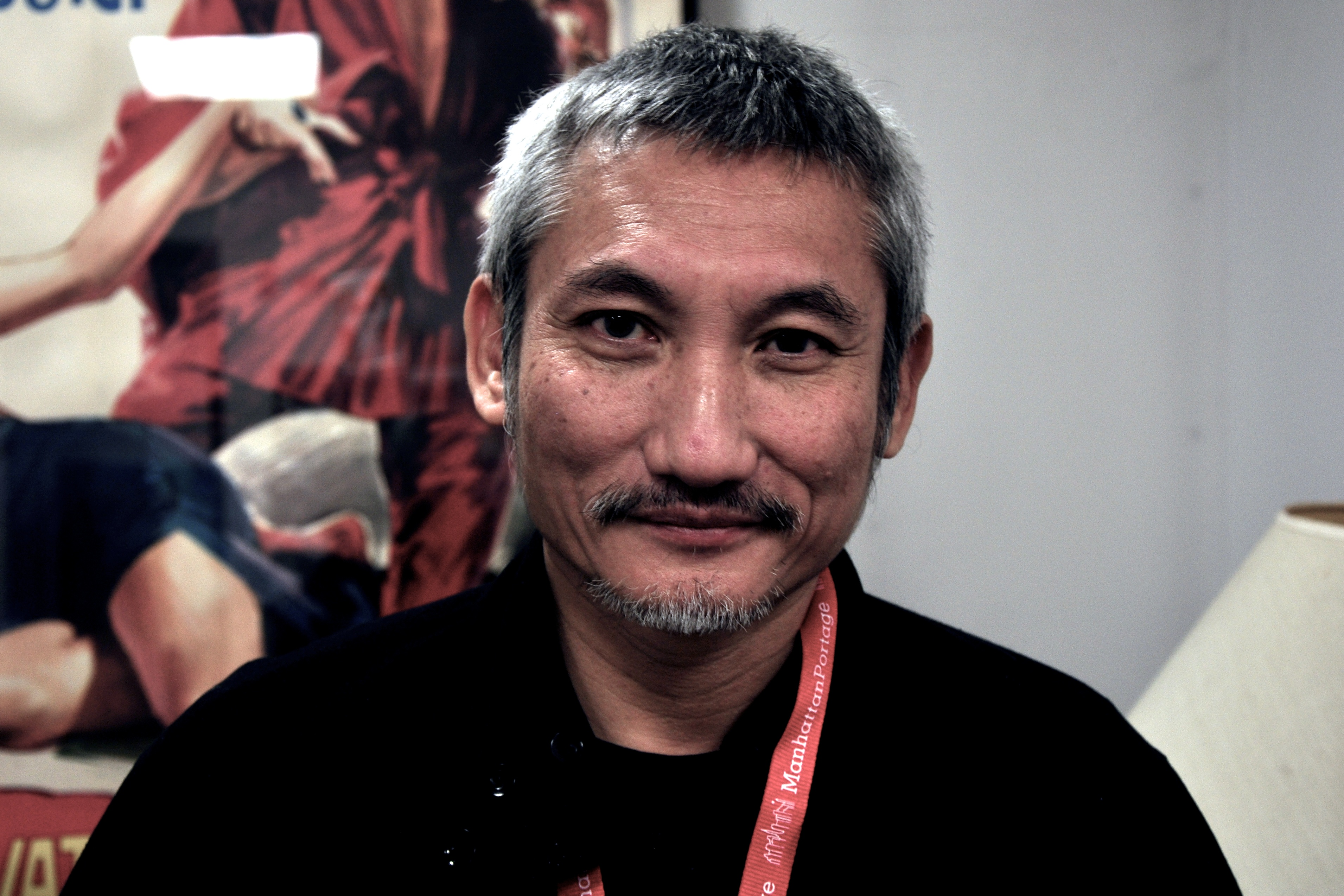
2011年7月

ツイ・ハーク（繁体字: 徐 克; 拼音: Xú Kè; 粤拼: Cheui4 Hak1, Tsui Hark, 1950年2月15日 - ）は、中華人民共和国・香港の映画監督、脚本家、映画プロデューサーである。

## 略歴
祖先は広東省海豊県出身。ベトナムに生まれ、少年時代を過ごす。ベトナム戦争の難民として1966年に香港に渡り、1966年に米国へ留学。テキサス州立大学で映画を学んだ。
当初はテレビの制作に携わっていたが、1979年に映画監督としてデビュー。香港映画の代名詞的存在であるワイヤーアクションをいち早く取り入れ、多数の娯楽作品を制作、ヒットさせてきた。「香港のスピルバーグ」と呼ばれることもある。1981年に『夜来香』で金馬奨最優秀監督賞を、1992年に『ワンス・アポン・ア・タイム・イン・チャイナ 天地黎明』で香港電影金像奨最優秀監督賞を受賞。1997年、ジャン＝クロード・ヴァン・ダム、デニス・ロッドマン主演の『ダブルチーム』でハリウッドでの監督デビューも果たしている。ジョン・ウーが彼よりも早くハリウッドに進出した際には契約問題で苛めるなど嫉妬深い一面を見せたこともあり、巨匠キン・フーは悪知恵の働きすぎる人物としてツイ・ハークを評価していた。
『蜀山奇傅 天空の剣』で香港映画で初めて本格的SFX作品、『チャイニーズ・ゴースト・ストーリー スーシン』では香港映画初の長編アニメーションを手掛けるなど、近代香港映画界では常に先駆者としてその位置を保っている。金庸、梁羽生を初めとする武侠小説の大ファンであり、近年の武侠片及び古装片（時代劇）の映画化ブームの礎をも作っている。また、近年では梁羽生の武侠小説『七剣下天山』を映像化する事業に力を注いでおり、2005年に映画『セブンソード』が公開され、テレビドラマ『セブンソード 〜七剣下天山〜』も2006年に放送された。
また、俳優としてのカメオ出演も多い。

## 主な監督作品
- 蝶変（1979年）【香】
- カニバル・カンフー 燃えよ! 食人拳（1980年）【香】
- ミッドナイト・エンジェル/暴力の掟（1980年、監督・出演）【香】
- ツイ・ハーク ミッション・ポッシブル M:P-1（1981年）【香】
- 蜀山奇傅 天空の剣（1983年）【香】
- 皇帝密使（1984年、監督・出演）【香】
- 上海ブルース（1984年）【香】
- ツイ・ハークのチャイニーズ・ファースト・ラブ・ストーリー（1985年、監督・出演）【香】
- 北京オペラブルース（1986年）【香】
- ハード・ブラッド（1989年）【香】
- スウォーズマン/剣士列伝（1990年）【香】
- アゲイン/明日への誓い（1990年、監督・製作）【香】
- ワンス・アポン・ア・タイム・イン・チャイナ 天地黎明（1991年）【香】
- ワンス・アポン・ア・タイム・イン・チャイナ 天地大乱（1992年）【香】
- ワンス・アポン・ア・タイム・イン・チャイナ 天地争覇（1992年）【香】
- ツイン・ドラゴン（1992年）【香】
- 青蛇転生（1993年）【香】
- ワンス・アポン・ア・タイム・イン・チャイナ V/天地撃攘（1994年）【香】
- バタフライ・ラヴァーズ（1994年）【香】
- トワイライト・ランデヴー（1995年）【香】
- ブレード/刀（1995年）【香】
- 金玉満堂/決戦!炎の料理人（1995年）【中・香】
- 恋する天使（1996年）【香】
- ダブルチーム（1997年）【米】
- ノック・オフ（1998年）【米・香】
- ドリフト（2000年）【香】
- 天上の剣 The Legend of ZU（2001年）【香】
- ブラックマスク2（2001年）【米・香】
- 1:99 電影行動（2003）【香】
- セブンソード（2005年）【中・香・韓】
- 強奪のトライアングル（2007年）【香】リンゴ・ラム、ジョニー・トーと共同監督
- MISSING ミッシング（2008年）【香】
- 女人不壊 All About Woman（2008年）【香】
- 王朝の陰謀 判事ディーと人体発火怪奇事件（2010年）【中・香】
- ドラゴンゲート 空飛ぶ剣と幻の秘宝（2011年）【中】
- ライズ・オブ・シードラゴン 謎の鉄の爪（2013年）【中・香】
- タイガー・マウンテン〜雪原の死闘〜（中国語版）（2015年）【中・香】
- 西遊記2〜妖怪の逆襲〜（中国語版）（2017年）【中】
- 王朝の陰謀 闇の四天王と黄金のドラゴン（2018年）【中】
- 1950 鋼の第7中隊（2021年）【中】
- 七人樂隊（2021）【香】「深い会話」(深度對話) ※七人の監督がそれぞれフィルムで撮影したオムニバス映画。
- 1950 水門橋決戦（2022年）【中】
- 射鵰英雄传：侠之大者（中国語版）（2025年）【中】

## 監督以外の作品
映画
- 悪漢探偵（1982年、出演）【香】
- 悪漢探偵2（1983年、出演）【香】
- ツイ・ハーク ミッション・ポッシブル M:P-2（1983年、出演）【香】
- レディ・ハード 香港大捜査線（1985年、出演）【香】
- ハッピー・ゴースト サイキック歌姫転生の巻（1986年、出演）【香】
- 男たちの挽歌（1986年、製作総指揮、出演）【香】
- 最後勝利（1987年、主演）【香】
- チャイニーズ・ゴースト・ストーリー（1987年、製作）【香】
- 男たちの挽歌II（1987年、脚本・製作）【香】
- ツイ・ハークのゴーストホーム/13日の金曜日の妻たちへ（1987年、特撮）【香】
- ロボフォース 鉄甲無敵マリア（1988年、製作、主演）【香】
- 城市特警（1988年、製作）【香】
- ガンメン/狼たちのバラッド（1988年、製作）【香】
- 激光人・レーザーマン（1988年、製作総指揮）【香】
- ワイルド・ヒーローズ/暗黒街の狼たち（1989年、製作）【香】
- 大丈夫日記（1989年、製作）【香】
- 狼/男たちの挽歌・最終章（1989年、製作）【香】
- 蜘蛛に抱かれた女（1989年、製作）【香】
- チャイニーズ・ゴースト・ストーリー2（1990年、原作・製作）【香】
- スパイゲーム（1990年、製作）【日・香】
- チャイニーズ・ゴースト・ストーリー3（1991年、脚本・製作）【香】
- テラコッタ・ウォリア/秦俑（1991年、特殊効果）【香・中】
- スウォーズマン/女神伝説の章（1992年、脚本・製作）【香】
- 妖獣都市 〜香港魔界篇〜（1992年、脚本・製作）【香】
- ドラゴン・イン/新龍門客棧（1992年、脚本・製作）【香】
- ツイ・ハーク/THEマジック・クレーン（1993、脚本・製作）【香】
- ワンス・アポン・ア・タイム・イン・チャイナ IV/天地覇王（1993、脚本・製作）【香】
- ワンス・アポン・ア・タイム・イン・チャイナ外伝/アイアンモンキー（1993年、脚本・製作）【香・台】
- スウォーズマン/女神復活の章（1993年、脚本・製作）【香】
- レジェンド・オブ・フォース 激闘飛龍/方世玉・外伝（1994年、製作）【香】
- シークレットワルツ（1996年、原案）【日】
- 上海グランド（1996年、製作）【香】
- ブラック・マスク 黒侠（1996年、製作）【香】
- チャイニーズ・ゴースト・ストーリー スーシン（1997年、脚本・製作・声の出演）【香】（アニメーション）
- ワンス・アポン・ア・タイム・イン・チャイナ&アメリカ 天地風雲（1997年、製作）【香】
- 恋のQピッド（2001年、脚本・製作）【香】
- ツイ・ハークの霊戦英雄伝（2002年、脚本・製作）【香】
- 散打王（2002年、製作）【香】
- 大魔術師“X”のダブル・トリック（2011年、出演）【香】
- 桃さんのしあわせ（2011年、出演）【中・香】
- 白髪妖魔伝（2014年、美術コンサルタント）【中】
- 人魚姫（2016年、出演）【中・香】
- おじいちゃんはデブゴン（2016年、出演）【中・香】
- クライマーズ（2019、製作）【中】
- バトル・オブ・ダンジア 魔獣大戦（2020、原作）【中】
- おじいちゃんはデブゴン（2016年、出演）【中・香】
- 我が心の香港～映画監督アン・ホイ（2020年、出演）【香】
- カンフースタントマン 龍虎武師（2021年、出演）【中・香】

TV
- ワンス・アポン・ア・タイム・イン・チャイナ/少林故事（1995年、製作総指揮）【香】（TVムービー）
- ワンス・アポン・ア・タイム・イン・チャイナ/八大天王（1995年、製作総指揮）【香】（TVムービー）
- ワンス・アポン・ア・タイム・イン・チャイナ/無頭将軍（1996年、製作）【香】（TVムービー）
- ワンス・アポン・ア・タイム・イン・チャイナ/辛亥革命（1996年、製作）【香】（TVムービー）
- ワンス・アポン・ア・タイム・イン・チャイナ/理想年代（1996年、製作）【香】（TVムービー）
- アート・オブ・アクション マーシャル・アーツ・フィルムの変還（2002年、出演）【米】（TVムービー）
- セブンソード 〜七剣下天山〜（2005年、ゼネラルプロデューサー）【中】（TVドラマ）

## 文化的言及
アメリカのバンド、スパークスが1994年にリリースしたアルバム『官能の饗宴』の中に、ツイ・ハークへのトリビュート・ソング『ツィ・ハークは映画監督』（原題：Tsui Hark ）という曲が収録されている。スパークスは後に「ロン・メイル&ラッセル・メイル」名義で1998年の『ノック・オフ』の音楽を担当した。

## 参照
1. ↑  『キンフー武侠電影作法』より